# True Story
True Story es el segundo álbum del grupo Terror Squad, lanzado en 2003. En él se incluye el éxito "Lean Back", del que también existe un remix con Eminem, Lil' Jon y Ma$e. El segundo sencillo fue "Take Me Home".
El álbum llegó a la séptima posición en los Estados Unidos. Además de coronar la lista de R&B.

## Lista de canciones
| #  | Nombre                                               | Productor(es)                    | Colaborador(es)   | Duración |
| -- | ---------------------------------------------------- | -------------------------------- | ----------------- | -------- |
| 1  | "Nothing's Gonna Stop Me" (Tony Sunshine, Fat Joe)   | DJ Khaled                        |                   | 2:42     |
| 2  | "Yeah Yeah Yeah" (Remy Ma, Fat Joe)                  | Scram Jones                      |                   | 3:07     |
| 3  | "Hum Drum" (Remy Ma, Prospect, Armageddon)           | Cool & Dre                       |                   | 4:11     |
| 4  | "Lean Back" (Fat Joe, Remy Ma)                       | Scott Storch                     |                   | 4:07     |
| 5  | "Take Me Home" (Remy Ma, Armageddon, Fat Joe)        | Cool & Dre StreetRunner          | Dre               | 3:30     |
| 6  | "Streets of NY" (Remy Ma, Tony Sunshine)             | Emile                            |                   | 3:14     |
| 7  | "Bring'em Back" (Fat Joe)                            | Davel "Bo" McKenzie Lord Finesse | Big L & Big Pun   | 4:26     |
| 8  | "Yes Dem to Def" (Fat Joe)                           | DJ Khaled                        |                   | 3:49     |
| 9  | "Pass Away" (Tony Sunshine, Armageddon, tha Realest) | Buckwild                         |                   | 3:52     |
| 10 | "Let Them Things Go" (Fat Joe, Remy Ma)              | Cool & Dre                       | Dre & Young Selah | 4:04     |
| 11 | "Thunder in the Air" (Prospect)                      | Armageddon                       |                   | 3:18     |
| 12 | "Terror Era" (Remy Ma, Fat Joe, Milly)               | LV                               |                   | 3:06     |